# 聖馬格達倫 (印地安納州)
聖馬格達倫（英語：Saint Magdalen）是一個位於美国印第安纳州里普利县谢尔比鎮區的鬼鎮。地名信息系统將其分类为聚居地。 

## 历史
1871年以聖瑪格達倫為名開設了一家郵局，並一直運營到1905年。 這個社區是以抹大拉的瑪利亞命名的。

## 地理
聖馬格達倫位於現邊界內的大橡樹國家野生動物保護區，位於38°57′28″N 85°23′29″W / 38.95778°N 85.39139°W 。 